# Mobile Legends: Bang Bang
Mobile Legends: Bang Bang (en chino simplificado, 无尽对决; pinyin, wújìn duìjué) es un juego multijugador en línea (MOBA) desarrollado y publicado por Moonton, una filial de ByteDance. Lanzado en 2016, el juego se ha vuelto popular en el sureste de Asia y fue uno de los juegos seleccionados para el primer evento con Esports en los Juegos del Sudeste Asiático 2019 desarrollado en Filipinas.n julio de 2018, Tencent (el cual desarrolló un juego similar, Arena of Valor) en nombre de Riot Games, ganó un pleito legal en la "Corte de Representación para Personas No.1 de Shanghái" en contra del CEO de Moonton, Watson Xu Zhenhua (quien había trabajado anteriormente en Tencent como un empleado de alto cargo), por violar el acuerdo de No-Competencia, así como el plagio de Mobile Legends a League of Legends, donde fue recompensado como compensación con $2.9 millones de dólares.

## Jugabilidad
Mobile Legends: Bang Bang es un MOBA diseñado para celulares. Los dos equipos enemigos se enfrentan para alcanzar y destruir la base enemiga, al mismo tiempo que defienden la propia por medio del control de líneas, las tres "líneas" conocidas como "superior", "media", e "inferior", las cuales conectan ambas bases. Personajes más débiles controlados por computadora, llamados "minions", aparecen en las bases de cada equipo y siguen las tres líneas hacía la base del equipo enemigo, luchando contra enemigos y torres.

## Personajes
Mobile Legends comenzó teniendo 10 héroes en el momento de su lanzamiento en 2016. Más tarde alcanzando más de 100 héroes en el año 2020.
En noviembre de 2020, Moonton anunció que el boxeador profesional filipino Manny Pacquiao sería el embajador de la marca Mobile Legends: Bang Bang en Filipinas. Para conmemorar el patrocinio, Moonton lanzó un personaje basado en Pacquiao en el juego conocido como Paquito.

### Contenido relacionado

#### Garudayana
En junio de 2017, Moonton se acercó a Is Yuniarto, un artista de cómics indonesio reconocido por su trabajo Garudayana, una serie de cómics de fantasía y acción en Indonesia. 
Moonton se acercó a Is Yuniarto para incluir a Gatotkaca de Garudayana como personaje jugable en Mobile Legends: Bang Bang para promover el juego, atrayendo a audiencias locales así como para aumentar la popularidad del juego en Indonesia.

#### The King Of Fighters
En marzo de 2019, Moonton se acercó a SNK para una colaboración, introduciendo personajes de la saga King Of Fighters (KOF) como skins disponibles en Mobile Legends: Bang Bang. Las skins tienen efectos de habilidad únicos de KOF y voces de los personajes. La 1.º serie de skins KOF lanzadas en el juego fueron: Iori Yagami para el héroe Chou, Leona Heidern para el héroe Karina, y Athena Asamiya para el héroe Guinevere. La 2.º serie de skins KOF lanzadas fueron: Kula Diamond para el héroe Aurora, K' para el héroe Gusion, y Orochi Chris para el héroe Dyrroth.

#### Serie televisiva animada
Leyendas del Amanecer: La Piedra Sagrada es una serie televisiva animada dirigida por Ziaolong Zhang y fue estrenada en los servicios de transmisión de Tencent, WeTV e Iflix, el 5 de septiembre de 2021. Se estrenó el 19 de septiembre en televisión9 en Malasia, RED en Indonesia, y el canal Kapamilya de ABS-CBN, además de A2Z (propiedad del canal ZOE) en Filipinas.

## Esports

### Premios y nominaciones
El juego se hizo altamente popular en el sureste de Asia, notablemente en Indonesia, Malasia, y Filipinas, donde fue el juego de celular gratuito más descargado entre usuarios de iPhone en 2017.
| Premio                   | Fecha                   | Categoría                                | Nominado                                            | Resultado | Ref(s)        |
| ------------------------ | ----------------------- | ---------------------------------------- | --------------------------------------------------- | --------- | ------------- |
| Premios EXGCON Indonesia | 13 de diciembre de 2019 | Desarrollador de Juegos Favorito del Año | Moonton                                             | Nominado  | [ 14 ]        |
| Premios EXGCON Indonesia | 13 de diciembre de 2019 | Juego Favorito del Año                   | Mobile Legends: Bang Bang                           | Ganador   | [ 15 ] [ 16 ] |
| Premios EXGCON Indonesia | 13 de diciembre de 2019 | Torneo Favorito del Año                  | Liga Profesional de Mobile Legends: Bang Bang (MPL) | Ganador   | [ 17 ]        |

### Torneos

#### Torneos oficiales
Torneos de Mobile Legends oficiales han sido organizados en la región sureste asiática, incluyendo las Competencias Anuales de Mobile Legends en el Sureste Asiático (MSC) y teniendo sus propias ligas locales como la Liga Profesional de Mobile Legends: Bang Bang (MPL).
El primer Campeonato Mundial de Mobile Legends: Bang Bang, bautizado como "M1", fue organizado en la Arena Axiata, en Kuala Lumpur, Malasia, del 15 al 17 de noviembre de 2019. La competencia presentó a 16 equipos de distintos lugares del mundo para competir por un premio acumulado de $250,000 dólares.
Mobile Legends fue uno de los juegos incluidos en una competencia por medalla de esports en los Juegos del Sudeste Asiático 2019.

#### Otros torneos

##### Filipinas
- "Las Nacionales", una liga patrocinada de esports en Filipinas, incluye a Mobile Legends.[26]
- LIGA2KONTRIBIDA, un evento de combate callejero, fue organizado en el centro comercial "SM City North EDSA" y en el "Centro comercial SM Asia" con Nadine Lustre como embajador de la marca. Es la segunda temporada de MLBB LIGA en las Filipinas introducidas en 2018 y fue continuado debido a su éxito. MLBB LIGA son torneos off-line para seguidores y jugadores no profesionales.[27]
- Una liga corporativa de Mobile Legends: Bang Bang fue añadida a la "Liga Profesional de Gaming en Filipinas", un evento de esports organizado por Globe Telecom y MET Events.[28]
- Los streamers Alodia Gosiengfiao, Ako si Dogie, Le Josette, Moymoy Palaboy, MRVii Gaming, SolidMB, Yasumeow, Yakou, YuriGaming, y Z4pnu estuvieron realizando desafíos diseñados por Moonton durante transmisiones en vivo vía "Crazy Legends", un evento en colaboración con Facebook Gaming.[29]
- La "Liga Open Kitchen Kagitingan", un torneo de Mobile Legends con un premio acumulado de P100,000 fue organizado en octubre de 2019.[30]
- La empresa "Star Magic" organizó un evento de Mobile Legends con 4 equipos de celebridades que incluyeron: Los ganadores de "La Voz Kids", Elha Nympha, Myrtle Sarrosa, y el actor Zaijian Jaranilla, siendo liderados por streamers y jugadores profesionales que incluyeron a: Rojean delos Reyes, Bianca Yao, Billy "Z4pnu" Alfonzo, y Lance "Señor Vii" Vicencio.[31]
- "SM City Cebu" organizó el "Festival de Juegos Cyberzone 2019" con un torneo de Mobile Legends.[32]

### Campañas

#### 515 Unite
515 Unite es una campaña global anual lanzada para integrar eventos on-line y off-line de Mobile Legends, tales como competencias de cosplay y roadshows. La canción principal para el evento "Mobile Legends 515 Unite 2019"  fue titulada "Bang Bang". En mayo de 2020, Moonton liberó "Party Legends" en diversos servicios de streaming.
Debido a la Pandemia de COVID-19, la campaña 515 para 2020 estuvo limitada a competiciones y eventos on-line.

#### Crazy Legends: Torneo de Caridad en el Hogar
En abril de 2020, Moonton se unió con "Save The Children Filipinas" para ayudar a los niños necesitados debido a la "Cuarentena comunitaria avanzada en Luzon 2020" dedicando un evento de streaming llamado Crazy Legends: Torneo de Caridad en el Hogar. 20 streamers participaron, incluyendo a Dogie, ChooxTV, Z4pnu, y Eric Tai.

### Contrato de exclusividad
En 2021, Moonton presuntamente a prohibido a las organizaciones de esports MLBB crear equipos para "League of Legends: Wild Rift". Una fuente desconocida aclaró que si existe un contrato de exclusividad pero es opcional y Moonton dará beneficios a quienes están de acuerdo con dicha exclusividad. Algunas organizaciones de esports MLBB tienen equipos para Wild Rift.

## Desarrollo
Después de que Moonton finalizó el desarrollo de su primer juego llamado "Magic Rush: Heroes", lanzado en 2015, procedieron con el desarrollo de un juego para celulares del género MOBA, más tarde llamado "Mobile Legends". Mobile Legends fue lanzado por Moonton con la descripción de "MOBA 5v5" el 14 de julio de 2016. El juego es distribuido por "Elex Tech" en los Estados Unidos.

### Fase de actualización

#### MLBB 2.0
El 18 de julio de 2019, Moonton anunció MLBB 2.0 en su conferencia para Epicon 2019. MLBB 2.0 consistió de una actualización a su motor de juego a una versión más reciente del motor Unity pasando de una versión 4 a la versión 2017. Moonton también prometió tiempos de carga más rápidos y un inicio de la aplicación acelerado hasta en un 60%. Otras mejoras de la actualización incluyen reducción de lag, mejora en el modelado de los personajes y el nuevo mapa del juego "Santuario Imperial".

#### Project NEXT
Anunciado el 5 de junio de 2020, Project NEXT fue el proyecto de mejora de modelos 3D viejos para algunos héroes, habilidades, historias y diálogos. También anunciaron un sistema de apuntado mejorado llamado "Apuntado Inteligente" mejorando el apuntado del juego.

### Juego Spin-off

#### Mobile Legends: Adventure
Moonton lanzó el juego spin-off llamado "Mobile Legends: Adventure", un juego de rol estratégico, el 31 de julio de 2019.

## Demanda
Después del lanzamiento inicial del juego, Riot Games sospechó que el juego imitaba la propiedad intelectual de League of Legends y contactó a Google para sacar el juego de Google Play. Moonton  removió el juego antes de que Google lo pudiera borrar y finalmente lo relanzó con el nombre alterno "Mobile Legends: Bang Bang" el 9 de noviembre de 2016.
En julio de 2017, Riot Games inició un pleito legal contra Moonton debido a infracciones de copyright, citando semejanzas entre Mobile Legends y League of Legends. Riot Games también se quejó que el nombre "Mobile Legends" suena similar a League of Legends. El caso fue terminado por la Corte del Distrito Central de California en los Estados Unidos por inconveniencia de sedes. Tencent, compañía asociada a Riot Games, inició una nueva demanda directamente apuntando al CEO de Moonton, Watson Xu Zhenhua, la cual fue terminada a favor de Tencent con una multa de $2.9 millones de dólares.